# Решения уравнений Эйнштейна
Решить уравнение Эйнштейна — значит найти вид метрического тензора {\displaystyle g_{\mu \nu }} пространства-времени. Задача ставится заданием граничных условий, координатных условий и написанием тензора энергии-импульса {\displaystyle T_{\mu \nu }}, который может описывать как точечный массивный объект, распределённую материю или энергию, так и всю Вселенную целиком. В зависимости от вида тензора энергии-импульса решения уравнения Эйнштейна можно разделить на вакуумные, полевые, распределённые, космологические и волновые. Существуют также чисто математические классификации решений, основанные на топологических или алгебраических свойствах описываемого ими пространства-времени, или, например, на алгебраической симметрии тензора Вейля данного пространства (классификация Петрова).

## Классификация по наполнению пространства
Эта классификация основана на виде тензора энергии-импульса {\displaystyle T_{\alpha \beta }} и здесь можно выделить несколько типов решений:
- Вакуумные решения — такие решения получаются, если:

Таким образом уравнения Эйнштейна сводятся к:
В математике такие решения носят название пространств Эйнштейна, их исследованиям в рамках римановой и псевдоримановой геометрии посвящено множество работ.
Простейшее из таких решений при {\displaystyle \Lambda =0} — пространство-время Минковского, описывающее абсолютно пустое пространство в отсутствие космологической постоянной. Эти решения также могут описывать пространство-время вокруг массивного компактного объекта (вплоть до его поверхности или сингулярностей). К таким относятся метрики Шварцшильда, Шварцшильда — Деситтера, Керра, Райсснера — Нордстрёма, Керра — Ньюмена, Ньюмена — Унти — Тамбурино (НУТ), Тауба — НУТ, Коттлера, Эреца — Розена, Кьюведо и другие.
Важным с физической точки зрения классом таких решений являются также волновые решения, описывающие распространение гравитационных волн через пустое пространство.
- Полевые решения — иногда в качестве источника гравитационного поля рассматриваются различные поля. В случае безмассового поля чаще всего берут:

- электромагнитное поле (электровакуумные решения, порождаемые, как говорят, уравнениями Эйнштейна — Максвелла)

- безмассовое скалярное поле (скалярные решения)

Из массивных полей используется скалярное поле (обычно с нетривиальным самодействием) — так получают бозонные звёзды, — или классическое дираковское поле (биспинорное).
- Распределённые решения — такого рода решения описывают разнообразные виды материи, для которой обычно применяется «текучее» приближение: пылевидная, газообразная или жидкая материя. Правомерность приближения связана с тем, что обычно в гравитационных задачах небесной механики и астрофизики материя испытывает очень большие напряжения, так что становится текучей и неизотропностью напряжений в ней можно пренебречь.

Здесь тензор {\displaystyle T_{\mu \nu }} строится для распределённой массы (поля энергии-массы) и можно выделить два основных используемых представления распределённой материи:
- идеальная жидкость (жидкостные решения)

где {\displaystyle u^{\alpha }} интерпретируется как 4-вектор скорости жидкости в данной точке, {\displaystyle u^{\alpha }u_{\alpha }=-1}, {\displaystyle \rho } — плотность энергии жидкости, а {\displaystyle p} — её давление, которые должны быть связаны уравнением состояния {\displaystyle p=f(\rho ,T)} ({\displaystyle T} — температура жидкости);
- невзаимодействующая пыль (пылевые решения) — частный случай предыдущего при {\displaystyle p\equiv 0}

Можно показать, что при движении пыли каждый её элемент двигается по геодезической линии порождаемой метрики.
Можно составить полную алгебраическую классификацию возможных тензоров второй валентности — например, тензора Эйнштейна или энергии-импульса. Варианты таких классификаций: тензорная классификация Сегрэ, разработанная для случая четырёхмерного пространства-времени А. З. Петровым (с ошибкой — пропуском одного из возможных типов — выводимая также в «Теории поля» Ландау и Лифшица), и спинорная классификация Р. Пенроуза. Все перечисленные выше тензоры энергии-импульса являются по этим классификациям алгебраически специальными.

## По величинекосмологической постоянной
- Решения с {\displaystyle \Lambda \,=0} — это решения уравнений Эйнштейна без лямбда-члена.

- Решения с {\displaystyle \Lambda \,\neq 0} — это решения уравнений Эйнштейна с лямбда-членом, наличие которого усложняет решение, но позволяет получать стационарные метрики. Простейшее из таких решений — метрика де Ситтера.

## Точные и приближённые решения
- Точные решения

- Приближённые решения — получаются, например, при нерелятивистском приближении некоторых параметров уравнений Эйнштейна — постньютоновский формализм, или при разложении по малым параметрам.

## Классификация по зависимости от времени
- Стационарные решения — имеют времениподобное векторное поле Киллинга. Для них существует инерциальная система отсчёта, где метрический тензор не зависит от времени.

- Статические решения — их поле Киллинга времениподобно и ортогонально по отношению к семейству пространственноподобных поверхностей постоянного времени. К таким решениям относится метрика Шварцшильда.
- Нестатические решения — описывают изменяющееся гравитационное поле, но для них можно найти группу наблюдателей, которые не отмечают никаких изменений гравитационного поля. К ним относится метрика Керра.

- Нестационарные решения

- Волновые решения — описывают гравитационные волны.

## Классификация по симметрии пространства
- Изотропные решения — их кривизна меняется одинаково вдоль любой оси, проведённой из заданной точки.

- Однородные решения — решения, изотропные по отношению к любой их точке, то есть они имеют одинаковую кривизну в любой точке пространства.
- Сферически-симметричные решения — кривизна постоянна на поверхностях, имеющих геометрию двумерных сфер. Центр симметрии таких сфер как реальное событие пространства-времени может вообще не существовать, как в случае кротовых нор. Эти решения используются для описания пространства вокруг статичных чёрных дыр, кротовых нор и невращающихся звёзд.

- Анизотропные решения.

- Аксиально-симметричные решения — кривизна постоянна на линиях, имеющих геометрию параллельных друг другу окружностей. При существовании событий самой оси симметрии можно выбрать точку на ней и сказать, что кривизна зависит как от расстояния до этой точки, так и от полярного угла (в сферической системе координат). Эти решения могут быть сопоставлены вращающимся чёрным дырам, звёздам, галактикам.
- Зеркально-симметричные решения — их метрика симметрична относительно трёхмерной плоскости.
- Несимметричные решения.

## Классификация по асимптотике
Эта классификация основана на поведении решения на светоподобной бесконечности.
- Асимптотически-плоские решения — такие решения возникают обычно при нулевой космологической постоянной и компактном носителе тензора энергии-импульса. На светоподобных бесконечностях (или по крайне мере на их частях) такое пространство-время достаточно быстро стремится к плоскому пространству Минковского. Это решения очень важны с физической точки зрения, так как они с хорошим приближением описывают островны́е системы — уединённые системы астрономических тел, такие как чёрные дыры, планетарные системы, кратные звёзды и даже галактики.

Для таких решений группа асимптотических симметрий пространства-времени (группа Бонди — Метцнера — Сакса) позволяет определить сохраняющийся 4-вектор энергии-импульса и рассчитать переход энергии системы в гравитационное излучение.
- Космологические решения — основа физической космологии. Они описывают структуру и эволюцию Вселенной, полагаемой приблизительно однородной и изотропной. Такие решения относятся к распределённым, поскольку обычно для их задания на настоящем этапе эволюции Вселенной рассматривается пылеобразная материя из пылинок-галактик.

Сейчас общепризнанным базовым космологическим решением, описывающим эволюцию Вселенной «в целом», является решение Фридмана — Леметра — Робертсона — Уокера. Ранее рассматривались и другие решения — метрики Эйнштейна, Леметра, Эддингтона.
- Замкнутые решения — в принципе, уравнения Эйнштейна, как локальные уравнения, слабо ограничивают глобальную топологию решения, которая задаётся начальными условиями. Таким образом, можно построить решения уравнений даже для высокопатологических случаев топологии. Простейшим примером может быть пространство Минковского, свёрнутое в тор отождествлением гиперплоскостей {\displaystyle x^{\alpha }=0} и {\displaystyle x^{\alpha }=x_{0}^{\alpha }} по любому количеству измерений, даже по времени.

Тем не менее, некоторые ограничения уравнения Эйнштейна всё же налагают, например, пространство постоянной положительной скалярной кривизны обязательно должно быть замкнуто.

## Принцип самосогласованности Новикова
Принцип самосогласованности Новикова — принцип, призванный разрешить парадоксы, связанные с путешествиями во времени, теоретически допускаемыми некоторыми решениями уравнений Эйнштейна, разрешающими существование замкнутых времениподобных линий.